# Al-Muʿtamid (Abbaside)

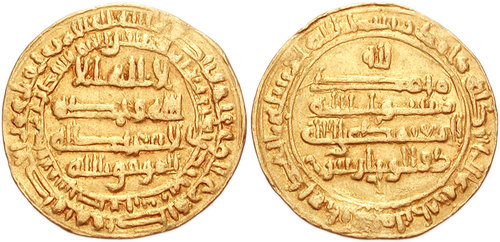
271 H. (884/85) geprägter Dinar aus Sanaa, auf welchem der Kalif al-Mu'tamid ebenso genannt ist wie sein mächtiger Bruder al-Muwaffaq und sein Wesir mit dem laqab Dhu l-Wizaratain.

Abu l-Abbas Ahmad al-Mu'tamid ala llah (arabisch أبو العباس أحمد المعتمد على الله, DMG Abū ’l-ʿAbbās Aḥmad al-Muʿtamid ʿalā ’llāh; * 842/844; † 15. Oktober 892) war von 870 bis zu seinem Tod der fünfzehnte Kalif aus der Dynastie der Abbasiden.

## Geschichte
Al-Mu'tamid war der jüngste Sohn von al-Mutawakkil (reg. 847–861). Nach dessen Ermordung durch die türkischen Garden waren seine Vorgänger in Samarra jeweils nach kurzer Zeit gestürzt worden. Infolge der dadurch faktischen Arbeitsunfähigkeit der Zentralregierung wurde der Bestand des Kalifats zunehmend bedroht. So machten sich die Tuluniden in Ägypten, einer der reichsten Provinzen des islamischen Imperiums, faktisch unabhängig. Außerdem erschütterte der Aufstand der Zandsch den Südirak (869–883). Von letzterem war al-Mu'tamid deshalb stark betroffen, weil sich im Südirak große Ländereien der Abbasiden befanden, über die nun nicht mehr verfügt werden konnte.
Mit der Übernahme des Kalifenamtes durch al-Mu'tamid wurde die Auflösung des Kalifenreiches zunächst gestoppt. Die Regierung leitete ab 875 sein Bruder al-Muwaffaq bi-llah. Es gelang, die türkischen Garden sowie die Provinzen wieder besser zu kontrollieren und den Sklavenaufstand im Südirak bis 883 niederzuschlagen. 892 konnte sogar die Kalifenresidenz von Samarra zurück nach Bagdad verlegt werden, ohne dass sich allerdings am Einfluss der türkischen Truppen etwas änderte.
Die faktische Unabhängigkeit der Tuluniden in Ägypten musste allerdings anerkannt werden. Auch in den von den Saffariden und Samaniden beherrschten Teilen Ostirans und Transoxaniens war der Einfluss des Kalifen nur noch gering.
Die Abbasiden gerieten in der zweiten Hälfte des 9. Jahrhunderts zunehmend in Finanznöte, da der Unterhalt ihrer türkischen Truppen über 50 % der Staatseinnahmen verschlang. Deshalb wurden die türkischen Offiziere zunehmend mit Ländereien belehnt (iqta). Diese Praxis verringerte zwar zunächst den Bargeldbedarf der Kalifen, entzog diesen aber mehr und mehr die Kontrolle über die Provinzen.
Nach dem Tod des Regenten al-Muwaffaq (891) wurden dessen Ämter von seinem Sohn Abu l-Abbas Ahmad übernommen. Dieser zwang al-Mu'tamid, ihn zu seinem Thronfolger zu bestimmen und übernahm als al-Mu'tadid das Kalifat (892–902).

## Familie, Nachkommen und Konkubinen

### Kinder
- ein Sohn mit der Konkubine Khallāfa.[1]

### Konkubinen
- Nabt (gest. 9./10. Jahrhundert) – Sängersklavin und Konkubine.[2]

- Khallāfa (gest. 9./10. Jahrhundert), Sklavin und Konkubine, eine seiner Favoritinnen und Mutter eines gemeinsamen Sohnes.[1]